# 富山県道293号長楽寺福光線
富山県道293号長楽寺福光線（とやまけんどう293ごう ちょうらくじふくみつせん）は、富山県南砺市内を通る一般県道（富山県道）である。

## 概要

### 路線データ
- 起点：富山県南砺市北野字長楽寺8440[1]（＝富山県道21号井波城端線交点）
- 終点：富山県南砺市荒木1573[1]（＝国道304号交点）

## 歴史
- 1960年（昭和35年）4月23日：路線認定[1][2]

## 地理

### 通過する自治体
- 富山県南砺市

### 接続道路
- 富山県道21号井波城端線（南砺市北野：起点）
- 富山県道277号福野城端線（南砺市大窪・大窪交差点）
- 国道304号（南砺市荒木：終点）

### 周辺
- 国立病院機構北陸病院
- 東海北陸自動車道
- 南砺市立福光東部小学校
- STプロダクツ 福光工場
- 南砺市立吉江中学校
- JR城端線
- 南砺市役所 福光庁舎（福光行政センター）
- 福光荒木郵便局
- 小矢部川